# Kamizelka taktyczna

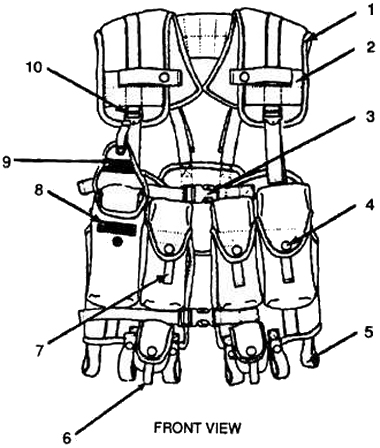
Kamizelka Individual Tactical Load Bearing Vest – przykład kamizelki taktycznej

Kamizelka taktyczna – kamizelka przeznaczona do przenoszenia amunicji, granatów i podstawowego oporządzenia żołnierza. Specyficznym rodzajem kamizelki taktycznej jest Chest Rig.

## Historia
Do połowy XX wieku podstawowym sposobem przenoszenia podstawowego oporządzenia przez żołnierza były pasoszelki – czyli zestaw ładownic umieszczonych na pasie oraz szelek podtrzymujących pas. Z czasem zaczęto poszukiwać wygodniejszego rozwiązania.
Współczesne kamizelki taktyczne wywodzą się z dwóch drugowojennych konstrukcji: brytyjskiej kamizelki Battle Jerkin z roku 1942 oraz amerykańskiej lotniczej kamizelki przetrwania C-1.

### Battle Jerkin
Kamizelka ta została stworzona przez płk. Riversa-Macphersona. Miała zastąpić stosowane do tej pory oporządzenie Pattern 37.
Była to kamizelka w formie długiej kurtki pozbawionej rękawów. Wykonana była z brązowej bawełnianej tkaniny, z wodoodpornym wykończeniem. Posiadała naszyte kieszenie: z przodu dwie uniwersalne, dwie po bokach (na ładunki wybuchowe) oraz kieszeń z tyłu pełniąca rolę plecaka. Pod nią była także mniejsza kieszeń. Ponadto kamizelka posiadała mocowanie na bagnet SMLE oraz kaburę pistoletową.
Kamizelka występowała w trzech rozmiarach. W praktyce kamizelka Battle Jerkin okazała się za długa, ciężka oraz niewygodna. Ostatecznie nie zastąpiła oporządzenia Pattern 37.
Podobną konstrukcję wprowadzili także amerykanie dla jednostek lądujących w Normandii.

### Kamizelka C-1
Kolejną kamizelką z której wywodzą się kamizelki taktyczne była lotnicza kamizelka przetrwania C-1 została opracowana w roku 1943. Przeznaczona była dla lotników amerykańskich. Posiadała ona kieszenie na przybory medyczne i nawigacyjne, a także podstawowe przybory survivalowe. Ponadto dodatkowo naszywano również wzmacnianą kaburę na broń boczną. W czasie wojen: koreańskiej i wietnamskiej powstały nowocześniejsze wersje kamizelek dla pilotów. Z czasem kamizelki lotnicze ze względu na swoje zalety przyjęły do wyposażenia oddziały specjalne. Stworzono także kamizelki przeznaczone przede wszystkim dla żołnierzy lądowych.

### Kamizelki z okresu wojny w Wietnamie
W latach 60. w USA podjęto pracę nad kilkoma wzorami kamizelek, m.in. dla strzelca M60, oraz dla grenadiera z granatnikiem M79. Jednakże do szerszego użytku trafiła jedynie ta druga.

## Współczesne kamizelki
Przykładami współcześnie używanych kamizelek taktycznych są: kamizelka z systemu MOLLE (Fighting Load Carrier), Individual Tactical Load Bearing Vest z systemu IIFS oraz Szelki do przenoszenia oporządzenia wz. 988/MON.